# Sirolo
Sirolo (im lokalen Dialekt: Sciròlo) ist eine italienische Gemeinde (comune) mit 4089 Einwohnern (Stand 31. Dezember 2023) in der Provinz Ancona in den Marken. Die Gemeinde liegt etwa 13,5 Kilometer südöstlich von Ancona an der Adriaküste. Der Aspio begrenzt die Gemeinde im Südwesten.

## Geografie
Sirolo liegt 125 m über dem Meeresspiegel, südlich des Monte Conero. Der größte Teil des Stadtgebiets ist Teil des 1987 gegründeten "Parco regionale del Conero", einem der wichtigsten Orte Italiens für die Vogelbeobachtung. Dieser ist reich an typisch mediterraner Flora (Erdbeerbäume, Steineichen, Kiefern, Ginster, Eibenbäume etc.) und Fauna (Rehe, Steinmarder, Mauswiesel, Fasane, Rebhühner, Eichelhäher, Wildschweine, Wölfe, Füchse, Hasen, Eichhörnchen). Es ist der einzige Ort an der Adriaküste an dem Wanderfalken, Blaumerlen und Erdbeerbaumfalter nisten.
Jedes Jahr, seit 1994, bekommt Sirolo die Blaue Flagge von der FEE; dank der Qualität ihres Meerwassers und für die umweltfreundliche Leistung ihres Gebiets, ist es eine der wenigen Städte, die die Umweltzeichen ISO 14001 haben. 2016 bekam Sirolo die Grüne Flagge für die Anpassbarkeit der Strände zu Kindern und Under 18, durch eine Jury von Psychologen.

### Strände
Sirolo hat 8 Strände:
- Spiaggia Urbani befindet sich genau unter dem Dorf von Sirolo. Vom Zentrum ist er ca. 300 Meter entfernt. Er besteht aus Kiesel- und großen Steinen.
- Spiaggia di San Michele ist lang und erstreckt sich von Spiaggia Ubani bis unter den Monte Conero. Er ist ca. 500 Meter weit vom Zentrum Sirolos entfernt.
- Sassi Neri ist kein echter Strand, eher ein Küstenstreifen. Dieses Terrain besteht aus vielen Brocken, Klüften und Steinen. Er ist ca. 600 Meter weit vom Zentrum Sirolos entfernt.
- Spiaggia delle Velare wird auch Spiaggia delle Due Sorelle genannt, weil seine zwei Klippen "due Sorelle" ("zwei Schwestern") genannt werden, da sie wie zwei betende Nonnen aussehen. Der Strand besteht aus kleinen Kieselsteinen und Sand. Dieses ist der bekannteste Strand von Coneros Küste. 2013 wurde der Strand als einer der 10 schönsten Strände Italiens ausgezeichnet.[3]
- Spiaggia dei Lavori besteht aus Kieselsteinen und größeren Steinen, die vom Meer und Wind geglättet wurden.
- Spiaggia dei Forni und Spiaggia dei Gabbiani sind zwei kleine Strände.
- Spiaggia dei Frati ist sowohl frei besuchbar als auch in einem Strandbad.

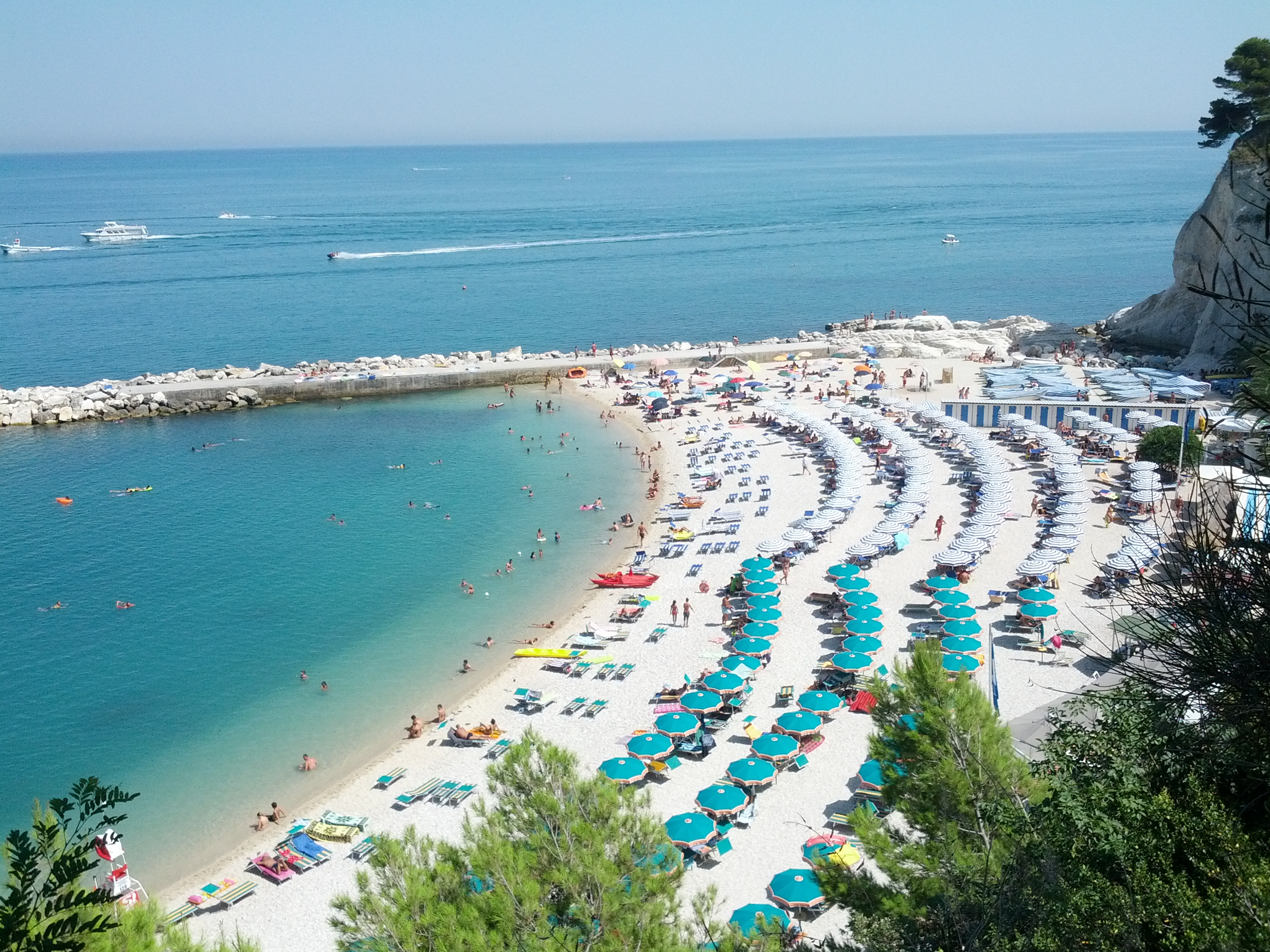
Spiaggia Urbani
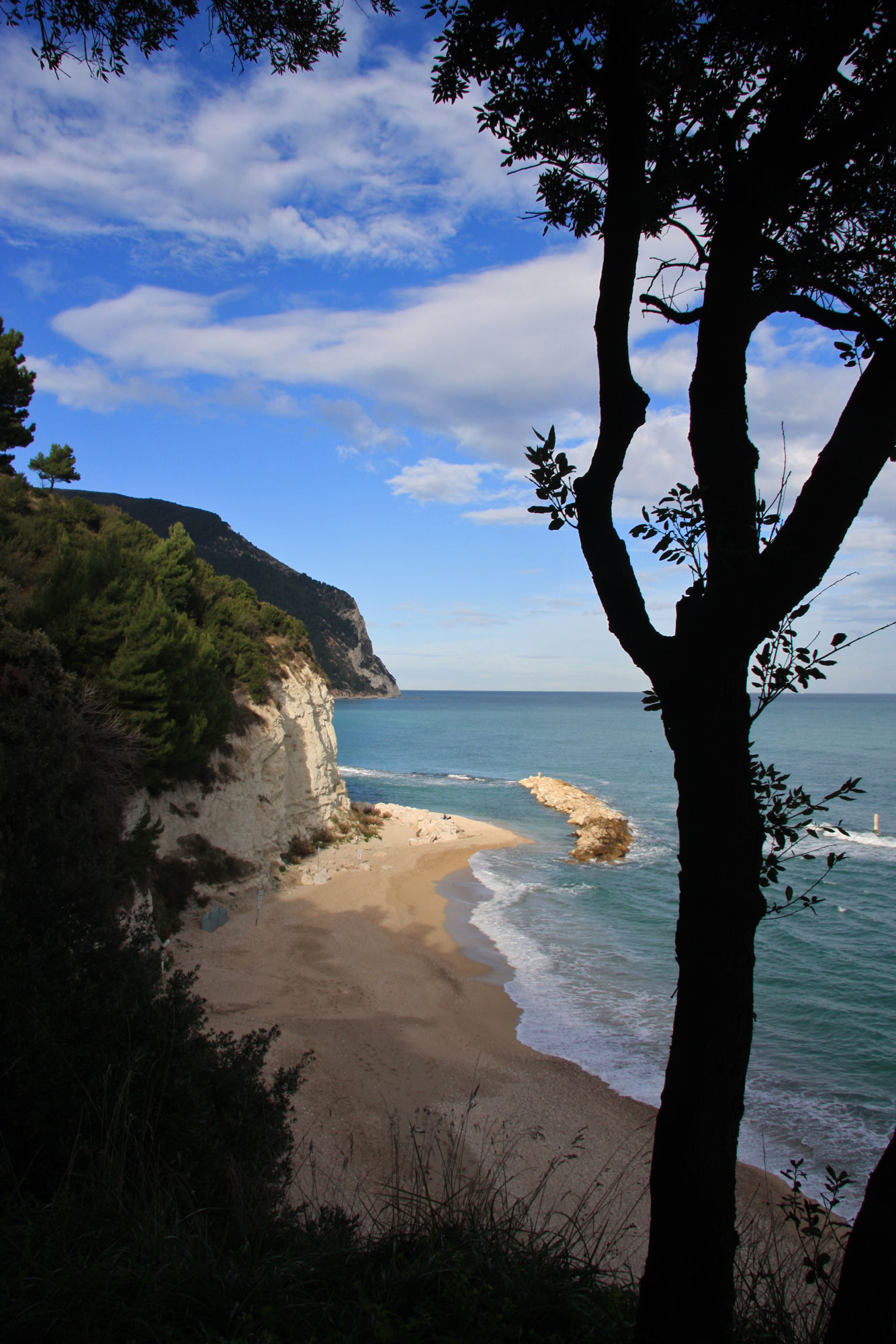
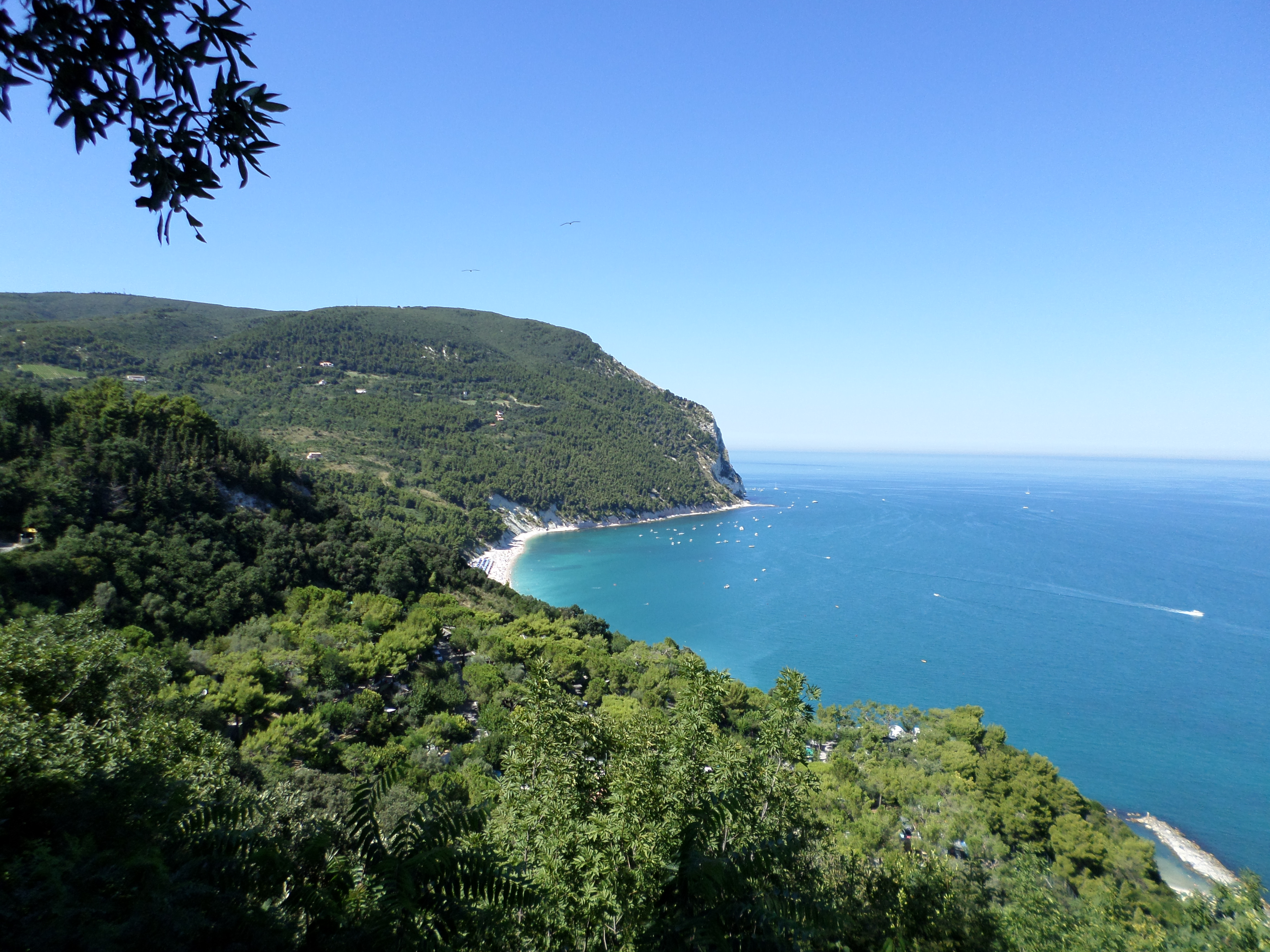
Blick zum Monte Conero
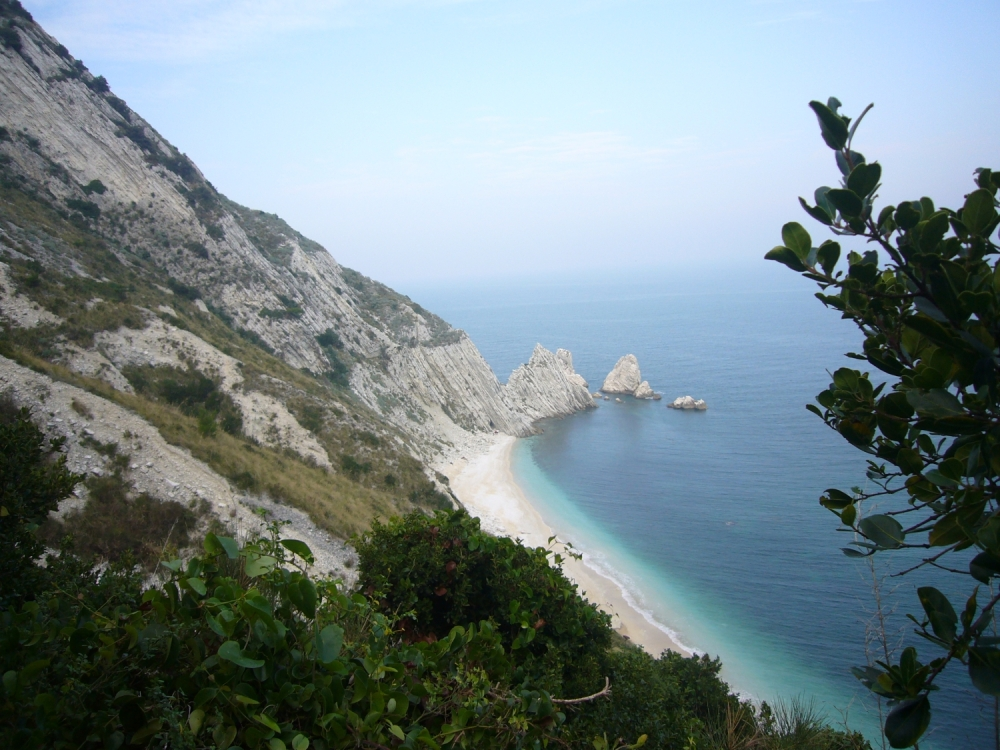
Spiaggia delle Due Sorelle
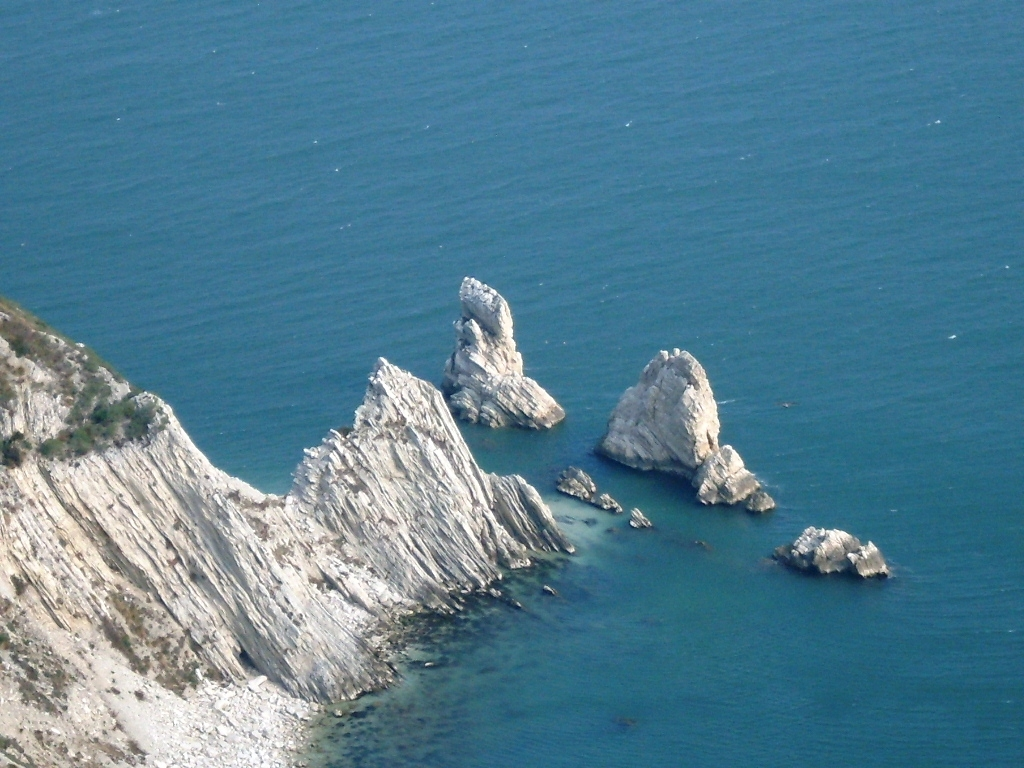
Die zwei Schwestern
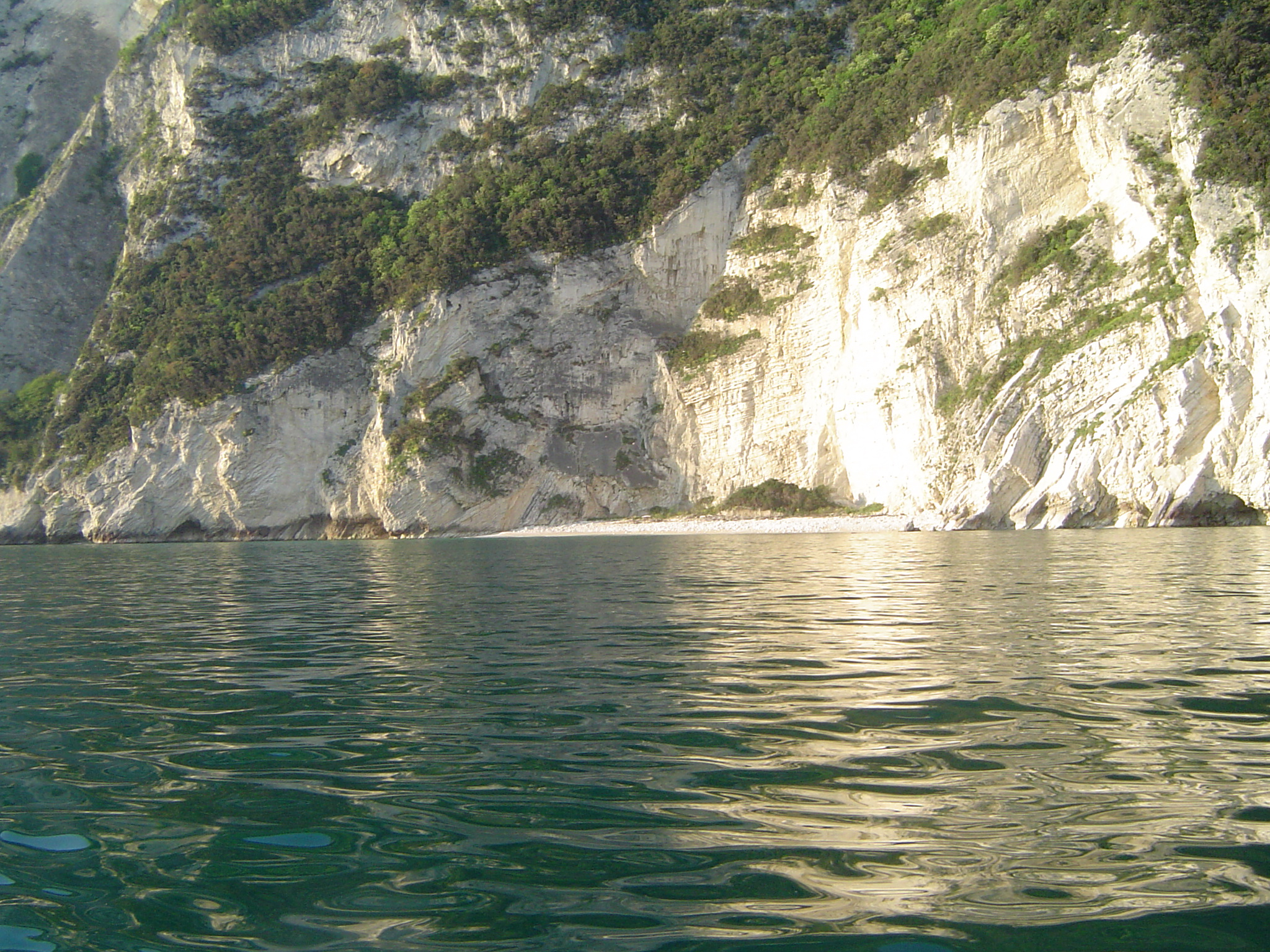
Spiaggia dei Gabbiani
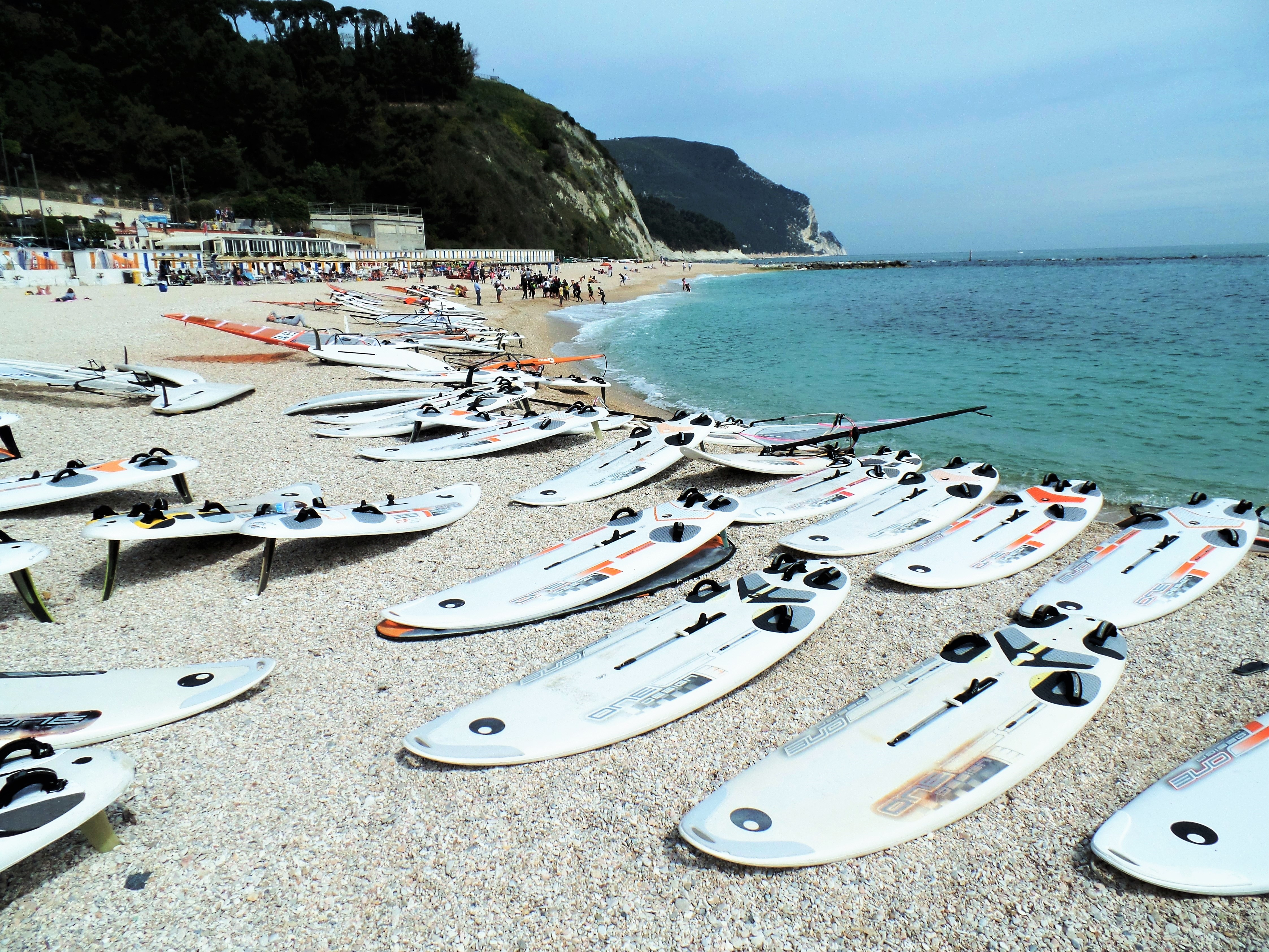

## Geschichte
In einem Steinbruch zwischen Sirolo und Ancona lässt sich der Übergang zwischen Oligozän und Eozän nachvollziehen. Der Name der Gemeinde leitet sich von einem Ritter des Belisar ab. Ursprünglich handelte es sich um das Siedlungsgebiet der Picener.

## Verkehr
Die Autostrada A14 von Bologna Richtung Tarent bildet mit dem Aspio die südwestliche Grenze der Gemeinde.